# Anschluss (Film)
Anschluss bezeichnet in der Filmkunst den stimmigen Übergang zwischen zwei Einstellungen.
Oft wird Anschluss auch mit der englischen Entsprechung Continuity bezeichnet. 
Der Anschluss muss sicherstellen, dass alle Details von einer Einstellung zur nächsten zueinander passen. Wenn dies nicht geschieht, spricht man von einem Anschlussfehler. Typische Anschlussfehler sind Änderungen der Stellung oder Körperhaltung der Schauspieler, Änderungen in der Kleidung oder Ausstattung und Sprünge in der angezeigten Uhrzeit von einer Einstellung zur nächsten. In Actionfilmen beobachtet man häufig, dass Beschädigungen von Fahrzeugen oder Gegenständen sich von Einstellung zu Einstellung verändern.
Das Problem des Anschlusses entsteht, weil Szenen von Spielfilmen aus Gründen der Effizienz nicht in derjenigen Reihenfolge gedreht werden, in der sie im fertigen Film erscheinen. Die Reihenfolge der Drehs ist meist durch die Verfügbarkeit von Schauspielern, Drehorten, Komparsen und anderen Ressourcen vorgegeben. Zwei im fertigen Film direkt aufeinander folgende Szenen können also mit großem zeitlichem Abstand gedreht worden sein.
Ein typisches Problem ist z. B. der Schaum auf Biergläsern: Die Schaumkrone zerfällt mit der Zeit und kann – selbst bei höchster Aufmerksamkeit – nicht beliebig rekonstruiert werden. Solche Probleme resultieren – ähnlich wie das der Uhrzeiger – meist aus der Tatsache, dass (besonders bei Dialogen) eine Szene nacheinander aus zwei Kameraperspektiven gedreht wird oder dass bei Versprechern „nachgedreht“ werden muss.
Bei Filmproduktionen ist in der Regel eine Person (Script/Continuity) nur damit betraut, diese Fehler zu vermeiden.  Dazu werden in der Regel Fotos von Szenen gemacht, nach denen beim Drehen der späteren Anschlussszene Requisiten u. Ä. passend arrangiert werden.